# Печинский (платформа)
Печи́нский (бел. Пячынскі) — железнодорожный остановочный пункт Минского отделения Белорусской железной дороги на линии Минск-Пассажирский — Орша-Центральная. Расположен между городом Борисов и деревней Остров, Борисовского района Минской области, между остановочным пунктом Пролетарская Победа и станцией Борисов на перегоне Жодино — Борисов.

## История
Остановочный пункт был построен и введён в эксплуатацию в 1951 году на железнодорожной магистрали Москва — Минск — Брест, для обслуживания пассажиров военного городка «Печи». В 1974 году остановочный пункт был электрифицирован переменным током (~25 кВ) в составе участка Минск — Борисов.

## Инфраструктура
Через остановочный пункт проходят два магистральных пути. Станция представляет собою две боковые платформы прямой формы, длиною по 200 метров каждая. Пересечение железнодорожных путей осуществляется по трём наземным пешеходным переходам, оснащёнными предупреждающими плакатами. Пассажирский павильон и билетные кассы (касса работает № 10 работает круглосуточно, № 9 — с 6 до 8 часов) расположены на платформе в направлении Минска.

## Пассажирское сообщение
На остановочном пункте ежедневно останавливаются электропоезда региональных линий эконом-класса (пригородные электрички), следующие до станций Орша-Центральная (5 пар поездов), Борисов (5 пар), а также нерегулярные рейсы до Крупок и Славного. Время следования до Орши составляет в среднем 2 часа 25 минут, до Борисова — 7 минут, до станции Минск-Пассажирский — 1 час 30 минут.